# József Nemes-Nagy
Dans le nom hongrois Nemes-Nagy József, le nom de famille précède le prénom, mais cet article utilise l’ordre habituel en français József Nemes-Nagy, où le prénom précède le nom.
Pour les articles homonymes, voir Nemes (homonymie) et Nagy.
József Nemes-Nagy, né en 1948 est un géographe hongrois, professeur des universités et membre de l'Académie hongroise des sciences. Il est spécialiste de géographie régionale